# Municipio de Ada (Dakota del Sur)
El municipio de Ada (en inglés: Ada Township) es un municipio ubicado en el condado de Perkins en el estado estadounidense de Dakota del Sur. En el año 2010 tenía una población de 15 habitantes y una densidad poblacional de 0,16 personas por km².

## Geografía
El municipio de Ada se encuentra ubicado en las coordenadas 45°20′32″N 102°24′11″O / 45.34222, -102.40306. Según la Oficina del Censo de los Estados Unidos, el municipio tiene una superficie total de 92.36 km², de la cual 91,8 km² corresponden a tierra firme y (0,6 %) 0,55 km² es agua.

## Demografía
Según el censo de 2010, había 15 personas residiendo en el municipio de Ada. La densidad de población era de 0,16 hab./km². De los 15 habitantes, el municipio de Ada estaba compuesto por el 100 % blancos. Del total de la población el 0 % eran hispanos o latinos de cualquier raza.